# Irlandia na Letnich Igrzyskach Olimpijskich 2000
Irlandia na Letnich Igrzyskach Olimpijskich 2000 – występ kadry sportowców reprezentujących Irlandię na igrzyskach olimpijskich, które rozgrywano w Sydney, w dniach 15 września–1 października 2000 roku.
Jedyny medal dla Irlandii na tych igrzyskach zdobyła Sonia O’Sullivan, w lekkoatletycznej konkurencji biegu na 5000 metrów.

## Reprezentanci

### Badminton
Kobiety
| Konkurencja    | Zawodniczka  | 1/32                | 1/16                        | 1/8                 | Ćwierćfinał         | Półfinał            | Finał/BM            | Finał/BM | Źródło |
| Konkurencja    | Zawodniczka  | Przeciwniczka Wynik | Przeciwniczka Wynik         | Przeciwniczka Wynik | Przeciwniczka Wynik | Przeciwniczka Wynik | Przeciwniczka Wynik | Miejsce  | Źródło |
| -------------- | ------------ | ------------------- | --------------------------- | ------------------- | ------------------- | ------------------- | ------------------- | -------- | ------ |
| gra pojedyncza | Sonya McGinn | N/A                 | M.A. Tjiptawan P 3-11; 6-11 | NQ                  | NQ                  | NQ                  | NQ                  | NQ       | [ 1 ]  |

### Boks
Mężczyźni
| Konkurencja                  | Zawodnik      | 1/16                | 1/8              | Ćwierćfinał      | Półfinał         | Finał            | Finał   | Źródło |
| Konkurencja                  | Zawodnik      | Przeciwnik Wynik    | Przeciwnik Wynik | Przeciwnik Wynik | Przeciwnik Wynik | Przeciwnik Wynik | Miejsce | Źródło |
| ---------------------------- | ------------- | ------------------- | ---------------- | ---------------- | ---------------- | ---------------- | ------- | ------ |
| waga lekkośrednia (do 71 kg) | Michael Roche | F. Karagollu P 4-17 | NQ               | NQ               | NQ               | NQ               | NQ      | [ 2 ]  |

### Jeździectwo
Ujeżdżenie
| Konkurencja   | Zawodnik       | Koń    | Punkty | Pozycja | Źródło |
| ------------- | -------------- | ------ | ------ | ------- | ------ |
| indywidualnie | Heike Holstein | Royale | 62,76  | 42.     | [ 3 ]  |

WKKW
| Konkurencja   | Zawodnik/Zawodniczka                                         | Koń                                                        | Ujeżdżenie | Ujeżdżenie | Próba terenowa | Próba terenowa | Próba terenowa | Skoki | Skoki  | Skoki   | Łącznie | Łącznie | Źródło |
| Konkurencja   | Zawodnik/Zawodniczka                                         | Koń                                                        | Błędy      | Miejsce    | Błędy          | Razem          | Miejsce        | Błędy | Razem  | Miejsce | Błędy   | Miejsce | Źródło |
| ------------- | ------------------------------------------------------------ | ---------------------------------------------------------- | ---------- | ---------- | -------------- | -------------- | -------------- | ----- | ------ | ------- | ------- | ------- | ------ |
| indywidualnie | Austin O’Connor                                              | Fabio                                                      | 52,80      | 22.        | 39,20          | 92,00          | 21.            | 5,00  | 97,00  | 7.      | 97,00   | 17.     | [ 4 ]  |
| indywidualnie | Trevor Smith                                                 | High Scope                                                 | 65,00      | 34.        | 36,80          | 101,80         | 19.            | 0,00  | 101,80 | 1.      | 101,80  | 18.     | [ 5 ]  |
| drużynowo     | Nicola Cassidy Patricia Donegan Virgnia McGrath Susan Shortt | Mr Mullins Don't Step Back The Yellow Earl Joy Of My Heart | 175,80     | 10.        | 63,60          | 239,40         | 6.             | 30,60 | 270,00 | 3.      | 270     | 5.      | [ 6 ]  |

### Kajakarstwo
Kajakarstwo górskie
Mężczyźni
| Konkurencja | Zawodnik  | Eliminacje | Eliminacje | Eliminacje | Eliminacje | Eliminacje | Eliminacje | Półfinał | Półfinał | Finał | Finał   | Źródło |
| Konkurencja | Zawodnik  | Zjazd 1    | Miejsce    | Zjazd 2    | Miejsce    | Łącznie    | Miejsce    | Czas     | Miejsce  | Czas  | Miejsce | Źródło |
| ----------- | --------- | ---------- | ---------- | ---------- | ---------- | ---------- | ---------- | -------- | -------- | ----- | ------- | ------ |
| K-1         | Ian Wiley | 135,66     | 19.        | 130,76     | 13.        | 266,42     | 16.        | NQ       | NQ       | NQ    | NQ      | [ 7 ]  |

Kobiety
| Konkurencja | Zawodniczka           | Eliminacje | Eliminacje | Eliminacje | Eliminacje | Eliminacje | Eliminacje | Półfinał | Półfinał | Finał | Finał   | Źródło |
| Konkurencja | Zawodniczka           | Zjazd 1    | Miejsce    | Zjazd 2    | Miejsce    | Łącznie    | Miejsce    | Czas     | Miejsce  | Czas  | Miejsce | Źródło |
| ----------- | --------------------- | ---------- | ---------- | ---------- | ---------- | ---------- | ---------- | -------- | -------- | ----- | ------- | ------ |
| K-1         | Eadaoin Ní Challarain | 167,93     | 18.        | 163,56     | 19.        | 331,49     | 18.        | NQ       | NQ       | NQ    | NQ      | [ 8 ]  |

 Kajakarstwo klasyczne
Mężczyźni
| Konkurencja | Zawodnik   | Eliminacje | Eliminacje | Półfinał | Półfinał | Finał | Finał   | Źródło |
| Konkurencja | Zawodnik   | Czas       | Miejsce    | Czas     | Miejsce  | Czas  | Miejsce | Źródło |
| ----------- | ---------- | ---------- | ---------- | -------- | -------- | ----- | ------- | ------ |
| K-1 1000 m  | Gary Mawer | 3:45,787   | 6.         | 3:50,363 | 9.       | NQ    | NQ      | [ 9 ]  |

### Kolarstwo

#### Kolarstwo górskie
| Konkurencja | Zawodnicy     | Czas       | Miejsce | Źródło |
| ----------- | ------------- | ---------- | ------- | ------ |
| mężczyźni   | Robin Seymour | 2:20:40,19 | 28.     | [ 10 ] |
| kobiety     | Tarja Owens   | + 1 okr.   | 29.     | [ 10 ] |

#### Kolarstwo szosowe
Mężczyźni
| Konkurencja                | Zawodnik     | Czas    | Miejsce | Źródło |
| -------------------------- | ------------ | ------- | ------- | ------ |
| Wyścig ze startu wspólnego | David McCann | 5:30:46 | 43.     | [ 11 ] |
| Wyścig ze startu wspólnego | Ciaran Power | 5:34:58 | 74.     | [ 11 ] |

Kobiety
| Konkurencja                | Zawodniczka    | Czas | Miejsce | Źródło |
| -------------------------- | -------------- | ---- | ------- | ------ |
| Wyścig ze startu wspólnego | Deirdre Murphy | DNF  | DNF     | [ 11 ] |

### Lekkoatletyka
Mężczyźni
| Konkurencja                | Zawodnik                                           | Eliminacje | Eliminacje | Ćwierćfinał | Ćwierćfinał | Półfinał | Półfinał | Finał   | Finał   |
| Konkurencja                | Zawodnik                                           | Wynik      | Miejsce    | Wynik       | Miejsce     | Wynik    | Miejsce  | Wynik   | Miejsce |
| -------------------------- | -------------------------------------------------- | ---------- | ---------- | ----------- | ----------- | -------- | -------- | ------- | ------- |
| bieg na 100 m              | Paul Brizzel                                       | 0:10,62    | 6.         | NQ          | NQ          | NQ       | NQ       | NQ      | NQ      |
| bieg na 200 m              | Paul Brizzel                                       | 0:20,98    | 4.         | NQ          | NQ          | NQ       | NQ       | NQ      | NQ      |
| bieg na 400 m              | Tomas Coman                                        | 0:46,17    | 5.         | NQ          | NQ          | NQ       | NQ       | NQ      | NQ      |
| bieg na 800 m              | David Matthews                                     | 1:48,77    | 5.         | N/A         | N/A         | NQ       | NQ       | NQ      | NQ      |
| bieg na 1500 m             | James Nolan                                        | 3:40,50    | 9.         | N/A         | N/A         | N/A      | N/A      | NQ      | NQ      |
| bieg na 5000 m             | Mark Carroll                                       | 13:30,60   | 7.         | N/A         | N/A         | N/A      | N/A      | NQ      | NQ      |
| bieg na 110 m przez płotki | Peter Coghlan                                      | 0:14,03    | 6.         | 0:13,86     | 7.          | NQ       | NQ       | NQ      | NQ      |
| bieg na 400 m przez płotki | Tom McGuirk                                        | 0:51,73    | 4.         | N/A         | N/A         | NQ       | NQ       | NQ      | NQ      |
| sztafeta 4 x 100 m         | Thomas Comyns Paul Brizzel John McAdorey Gary Ryan | 0:39,26 ·  | 4.         | N/A         | N/A         | NQ       | NQ       | NQ      | NQ      |
| sztafeta 4 x 400 m         | Robert Daly Paul McKee Paul Opperman Tomas Coman   | 3:07,42    | 3.         | N/A         | N/A         | NQ       | NQ       | NQ      | NQ      |
| chód na 20 km              | Robert Heffernan                                   | N/A        | N/A        | N/A         | N/A         | N/A      | N/A      | 1:26:04 | 28.     |
| chód na 50 km              | Jamie Costin                                       | N/A        | N/A        | N/A         | N/A         | N/A      | N/A      | 4:24:22 | 38.     |
| skok wzwyż                 | Brendan Reilly                                     | 2,20       | 23.        | N/A         | N/A         | N/A      | N/A      | NQ      | NQ      |
| rzut dyskiem               | John Menton                                        | 54,21      | 40.        | N/A         | N/A         | N/A      | N/A      | NQ      | NQ      |
| rzut dyskiem               | Nicholas Sweeney                                   | 57,37      | 36.        | N/A         | N/A         | N/A      | N/A      | NQ      | NQ      |
| rzut młotem                | Paddy McGrath                                      | 67,00      | 41.        | N/A         | N/A         | N/A      | N/A      | NQ      | NQ      |
| rzut oszczepem             | Terence McHugh                                     | 79,90      | 20.        | N/A         | N/A         | N/A      | N/A      | NQ      | NQ      |
| Źródło:                    |                                                    |            |            |             |             |          |          |         |         |

Kobiety
| Konkurencja                | Zawodniczka                                              | Eliminacje | Eliminacje | Ćwierćfinał | Ćwierćfinał | Półfinał | Półfinał | Finał      | Finał   |
| Konkurencja                | Zawodniczka                                              | Wynik      | Miejsce    | Wynik       | Miejsce     | Wynik    | Miejsce  | Wynik      | Miejsce |
| -------------------------- | -------------------------------------------------------- | ---------- | ---------- | ----------- | ----------- | -------- | -------- | ---------- | ------- |
| bieg na 100 m              | Sarah Reilly                                             | 0:11,56    | 3.         | 0:11,53     | 7.          | NQ       | NQ       | NQ         | NQ      |
| bieg na 200 m              | Sarah Reilly                                             | 0:23,43    | 5.         | NQ          | NQ          | NQ       | NQ       | NQ         | NQ      |
| bieg na 400 m              | Karen Shinkins                                           | 0:53,27    | 4.         | NQ          | NQ          | NQ       | NQ       | NQ         | NQ      |
| bieg na 1500 m             | Sinead Delahunty                                         | 4:11,75    | 7.         | N/A         | N/A         | NQ       | NQ       | NQ         | NQ      |
| bieg na 5000 m             | Breda Dennehy-Willis                                     | 15:49,58   | 13.        | N/A         | N/A         | N/A      | N/A      | NQ         | NQ      |
| bieg na 5000 m             | Rosemary Ryan                                            | 15:33,05   | 8.         | N/A         | N/A         | N/A      | N/A      | NQ         | NQ      |
| bieg na 5000 m             | Sonia O’Sullivan                                         | 15:07,91   | 1.         | N/A         | N/A         | N/A      | N/A      | 14:41,02 · | srebro  |
| bieg na 10 000 m           | Breda Dennehy-Willis                                     | 33:17,45   | 11.        | N/A         | N/A         | N/A      | N/A      | NQ         | NQ      |
| bieg na 10 000 m           | Sonia O’Sullivan                                         | 32:29,43   | 7.         | N/A         | N/A         | N/A      | N/A      | 30:53,37 · | 6.      |
| bieg na 400 m przez płotki | Susan Smith-Walsh                                        | 0:57,08    | 4.         | N/A         | N/A         | NQ       | NQ       | NQ         | NQ      |
| sztafeta 4 x 400 m         | Emily Maher Martina McCarthy Ciara Sheehy Karen Shinkins | 3:32,24 ·  | 6.         | N/A         | N/A         | N/A      | N/A      | NQ         | NQ      |
| chód na 20 km              | Olive Loughnane                                          | N/A        | N/A        | N/A         | N/A         | N/A      | N/A      | 1:38:23    | 35.     |
| chód na 20 km              | Gillian O’Sullivan                                       | N/A        | N/A        | N/A         | N/A         | N/A      | N/A      | 1:33:10    | 10.     |
| Źródło:                    |                                                          |            |            |             |             |          |          |            |         |

### Pływanie
Mężczyźni
| Konkurencja             | Zawodnik    | Eliminacje | Eliminacje | Półfinał | Półfinał | Finał | Finał   | Źródło |
| Konkurencja             | Zawodnik    | Czas       | Miejsce    | Czas     | Miejsce  | Czas  | Miejsce | Źródło |
| ----------------------- | ----------- | ---------- | ---------- | -------- | -------- | ----- | ------- | ------ |
| 100 m stylem klasycznym | Andrew Bree | 1:04,58    | 41.        | NQ       | NQ       | NQ    | NQ      | [ 13 ] |
| 200 m stylem klasycznym | Andrew Bree | 2:18,14    | 27.        | NQ       | NQ       | NQ    | NQ      | [ 14 ] |
| 200 m stylem motylkowym | Colin Lowth | 2:03,91    | 37.        | NQ       | NQ       | NQ    | NQ      | [ 15 ] |

Kobiety
| Konkurencja             | Zawodniczka    | Eliminacje | Eliminacje | Półfinał | Półfinał | Finał | Finał   | Źródło |
| Konkurencja             | Zawodniczka    | Czas       | Miejsce    | Czas     | Miejsce  | Czas  | Miejsce | Źródło |
| ----------------------- | -------------- | ---------- | ---------- | -------- | -------- | ----- | ------- | ------ |
| 50 m stylem dowolnym    | Chantal Gibney | 0:27,46    | 48.        | NQ       | NQ       | NQ    | NQ      | [ 16 ] |
| 100 m stylem dowolnym   | Chantal Gibney | 0:58,79    | 42.        | NQ       | NQ       | NQ    | NQ      | [ 17 ] |
| 200 m stylem dowolnym   | Chantal Gibney | 2:05,24    | 28.        | NQ       | NQ       | NQ    | NQ      | [ 18 ] |
| 400 m stylem dowolnym   | Chantal Gibney | 4:23,73    | 34.        | NQ       | NQ       | NQ    | NQ      | [ 19 ] |
| 100 m stylem klasycznym | Emma Robinson  | 1:13,41    | 29.        | NQ       | NQ       | NQ    | NQ      | [ 20 ] |

### Strzelectwo
Mężczyźni
| Konkurencja                                 | Zawodnik      | Kwalifikacje | Kwalifikacje | Finał  | Finał   | Źródło |
| Konkurencja                                 | Zawodnik      | Punkty       | Miejsce      | Punkty | Miejsce | Źródło |
| ------------------------------------------- | ------------- | ------------ | ------------ | ------ | ------- | ------ |
| karabin małokalibrowy, 50 m, pozycja leżąca | Alan Lewis    | 587          | 41.          | NQ     | NQ      | [ 21 ] |
| trap                                        | Derek Burnett | 111          | 18.          | NQ     | NQ      | [ 22 ] |
| trap                                        | David Malone  | 110          | 22.          | NQ     | NQ      | [ 22 ] |

### Wioślarstwo
Mężczyźni
| Konkurencja          | Zawodnik                                                  | Eliminacje | Eliminacje | Repasaże | Repasaże | Półfinał | Półfinał | Finał | Finał   | Pozycja | Źródło |
| Konkurencja          | Zawodnik                                                  | Czas       | Miejsce    | Czas     | Miejsce  | Czas     | Miejsce  | Czas  | Miejsce | Pozycja | Źródło |
| -------------------- | --------------------------------------------------------- | ---------- | ---------- | -------- | -------- | -------- | -------- | ----- | ------- | ------- | ------ |
| czwórka wagi lekkiej | Neal Byrne Anthony O’Connor Neville Maxwell Gearoid Towey | 6:18,94    | 5. R       | 6:13,00  | 3. SF    | 6:10,30  | 5.       | NQ    | NQ      | 11.     | [ 23 ] |

### Żeglarstwo
Mężczyźni
| Konkurencja | Zawodnik      | Wyścig | Wyścig | Wyścig | Wyścig | Wyścig | Wyścig | Wyścig | Wyścig | Wyścig | Wyścig | Wyścig | Punkty | Pozycja | Źródło |
| Konkurencja | Zawodnik      | 1      | 2      | 3      | 4      | 5      | 6      | 7      | 8      | 9      | 10     | 11     | Punkty | Pozycja | Źródło |
| ----------- | ------------- | ------ | ------ | ------ | ------ | ------ | ------ | ------ | ------ | ------ | ------ | ------ | ------ | ------- | ------ |
| Finn        | David Burrows | 9      | 16     | 7      | 15     | 19     | 1      | 10     | 1      | 6      | 12     | 8      | 69     | 9.      | [ 24 ] |

Kobiety
| Konkurencja | Zawodniczka   | Wyścig | Wyścig | Wyścig | Wyścig | Wyścig | Wyścig | Wyścig | Wyścig | Wyścig | Wyścig | Wyścig | Punkty | Pozycja | Źródło |
| Konkurencja | Zawodniczka   | 1      | 2      | 3      | 4      | 5      | 6      | 7      | 8      | 9      | 10     | 11     | Punkty | Pozycja | Źródło |
| ----------- | ------------- | ------ | ------ | ------ | ------ | ------ | ------ | ------ | ------ | ------ | ------ | ------ | ------ | ------- | ------ |
| Europa      | Maria Coleman | 11     | 5      | 3      | 15     | 17     | 7      | 11     | 17     | 9      | 14     | 11     | 86     | 12.     | [ 24 ] |

Open
| Konkurencja | Zawodnik                     | Wyścig | Wyścig | Wyścig | Wyścig | Wyścig | Wyścig | Wyścig | Wyścig | Wyścig | Wyścig | Wyścig | Punkty | Pozycja | Źródło |
| Konkurencja | Zawodnik                     | 1      | 2      | 3      | 4      | 5      | 6      | 7      | 8      | 9      | 10     | 11     | Punkty | Pozycja | Źródło |
| ----------- | ---------------------------- | ------ | ------ | ------ | ------ | ------ | ------ | ------ | ------ | ------ | ------ | ------ | ------ | ------- | ------ |
| Star        | David O’Brien Mark Mansfield | 15     | 12     | 12     | 10     | 7      | 9      | 13     | 3      | 11     | 13     | 17     | 90     | 14.     | [ 24 ] |